# Pro Mujer
Pro Mujer é uma organização sem fins lucrativos que ajuda mulheres da América Latina a iniciarem pequenos negócios. Esse processo ocorre da seguinte maneira: primeiramente, as mulheres que desejam auxílio devem formar um grupo e desenvolver um plano de negócio, em seguida, abrir uma conta em um banco comunal e, finalmente, a organização empresta uma quantia adequada de dinheiro para ela iniciar tal projeto até um período de três meses.
Cada mulher paga o empréstimo em pagamentos semanais para o banco comunal. Atualmente, essa organização opera na Bolívia, Peru, México, Argentina e Nicarágua. A maioria das mulheres que iniciaram seu negócio no começo da atividade desta organização (1990) permanecem neste ramo.